# Oleada de tornados en Estados Unidos del 4–6 de enero de 1946
Del 4 al 6 de enero de 1946, se produjo un pequeño pero violento brote de tornados en el centro-sur de Estados Unidos. L. H. Seamon, del Servicio Meteorológico de Estados Unidos, predecesor del Servicio Meteorológico Nacional, afirmó más tarde que este fue el evento de tornados "más desastroso" del año, y el Servicio Meteorológico de Estados Unidos también afirmó más tarde en 1960 que el 4 de enero de 1946 tuvo "tornados destacados".

## Tornados
Todas las clasificaciones en la Escala Fujita fueron realizadas por Thomas P. Grazulis, un experto en tornados, y se consideran clasificaciones no oficiales, ya que las clasificaciones oficiales para tornados comenzaron en 1950. Grazulis solo documentó tornados significativos (F2+), por lo que es muy probable que el número real de tornados en este brote sea superior a 9.
| Confirmado Total | Confirmado EF0 | Confirmado EF1 | Confirmado EF2 | Confirmado EF3 | Confirmado EF4 | Confirmado EF5 |
| ≥10              | ≥ 1            | ≥ 0            | 3              | 3              | 3              | 0              |

### Tornados del 4 de enero
| F# | Ubicación                          | Condado / Parroquia | Estado | Hora (local) | Longitud de la trayectoria | Anchura máxima                 | Resumen |
| -- | ---------------------------------- | ------------------- | ------ | ------------ | -------------------------- | ------------------------------ | --- |
| F2 | S of Decatur                       | Wise                | TX     | 14:00        | 5 mi (8 km)                | 70 a 300 yd (64,0 a 274,3 m)   | Los últimos tres carros de un tren de carga descarrilaron, causando lesiones a cinco trabajadores en el furgón de cola. Dos personas resultaron heridas en una granja cercana que fue "destrozada" por el tornado. El Servicio Meteorológico de Estados Unidos documentó un total de ocho heridos por el tornado, mientras que Thomas P. Grazulis documentó siete heridos. El Servicio Meteorológico de Estados Unidos también registró la destrucción de dos granjas por un tornado con una anchura de 300 yardas (274,3 m), mientras que Grazulis solo registra una granja destruida por el tornado con una anchura de 70 yardas (64,0 m). |
| F3 | Clawson                            | Angelina            | TX     | 20:30        | 10 mi (16,1 km)            | 800 a 880 yd (731,5 a 804,7 m) | 3 muertes – El tornado se movió hacia el noreste a través de la comunidad de Clawson, donde destruyó 30 hogares, cobrando la vida de tres personas en dos casas diferentes. A lo largo del camino del tornado, dañó 327 edificios y destruyó otros 48. El tornado dejó 50 heridos y causó daños por valor de $500,000 (USD de 1946). |
| F4 | Nacogdoches to Appleby             | Nacogdoches         | TX     | 20:45–21:30? | 20 mi (32,2 km)            | 800 a 880 yd (731,5 a 804,7 m) | 10 muertes – Este tornado ocurrió a 7 millas (11,3 km) del anterior, ambos generados por la misma supercélula. Causó extensos daños en la ciudad de Nacogdoches, donde 80 hogares fueron completamente destruidos y otros 150 resultaron dañados. En toda la ciudad, 75 personas resultaron heridas y en el lado oeste de Nacogdoches, seis personas perdieron la vida. El tornado también afectó a la ciudad de Appleby, dañando o destruyendo 300 edificios y arrasando miles de acres de bosque. Tres personas murieron en Appleby. En total, el tornado causó diez muertes, dejó 200 heridos y provocó daños por valor de 1.5 millones de dólares (USD de 1946). La Universidad de Texas A&M publicó que este tornado fue el mismo que se mencionó anteriormente, lo que elevó la cifra de muertos publicada a 13 y el total de daños a 2.1 millones de dólares (USD de 1946) para este tornado. |
| F2 | Peniel                             | Hunt                | TX     | 21:00        | 2 mi (3,2 km)              | 200 yd (182,9 m)               | En Peniel, conocida hoy como Greenville, once hogares fueron destruidos y otros ocho resultaron dañados. El tornado también dañó o destruyó 102 edificios adicionales. En total, 17 personas resultaron heridas por el tornado. |
| F4 | Log Lake to Southview to Palestine | Anderson            | TX     | 21:00        | 18 mi (29,0 km)            | 400 a 440 yd (365,8 a 402,3 m) | 15 muertes – El tornado tocó tierra a 10 millas (16,1 km) al suroeste de Palestina moviéndose hacia el noreste. Dos personas murieron cerca del lago Log. En la comunidad de "Southview", el tornado destruyó 36 hogares y dañó otras 122 estructuras. Trece personas fallecieron en siete de las viviendas destruidas en Southview. Numerosos automóviles fueron lanzados varios cientos de yardas en toda la zona de Southview. Se registraron al menos 60 heridos, aunque es probable que haya más heridos que no requirieron tratamiento hospitalario. En total, el tornado causó 15 muertes y dejó al menos 60 heridos. Un residente que vivió el tornado describió el sonido del tornado como un "rugido similar al de un tren de carga". Los daños totales causados por este tornado ascendieron a $500,000 (USD de 1946).                                                                    |
| F2 | St. Paul to Shiloh                 | Limestone           | TX     | 21:30        | 5 mi (8 km)                | >0 yd (0 m)                    | 2 muertes – Nueve hogares fueron destruidos, lo que resultó en dos muertes en dos viviendas diferentes. También ocurrieron otros daños materiales. El tornado dejó al menos 17 personas heridas. |

### Tornados del 5 de enero
| F# | Ubicación  | Condado / Parroquia | Estado | Hora (local) | Longitud de la trayectoria | Anchura máxima | Resumen |
| -- | ---------- | ------------------- | ------ | ------------ | -------------------------- | -------------- | --- |
| FU | Waynesboro | Wayne               | MS     | Unknown      | >0 mi (0 km)               | >0 yd (0 m)    | Un tornado golpeó cerca de Waynesboro, causando principalmente daños en techos y árboles. Este tornado no recibió una clasificación estimada en la escala Fujita por parte de Thomas P. Grazulis, lo que significa que se cree que tuvo una intensidad de F0 o F1. |

### Tornados del 6 de enero
| F# | Ubicación                                             | Condado / Parroquia | Estado | Hora (local) | Longitud de la trayectoria               | Anchura máxima                 | Resumen |
| -- | ----------------------------------------------------- | ------------------- | ------ | ------------ | ---------------------------------------- | ------------------------------ | --- |
| F4 | SE of Wilmot to Lake Chicot to SE of Lake Village     | Ashley, Chicot      | AR     | 18:00        | 4 a 5 mi (6,4 a 8 km) or 23 mi (37,0 km) | 800 a 880 yd (731,5 a 804,7 m) | 3 muertes – El gran tornado niveló numerosas viviendas de todos los tamaños a lo largo de su trayectoria. Más de 20 viviendas diferentes fueron niveladas en dos plantaciones cerca de Wilmot. Tres hogares fueron destruidos y arrastrados hacia el Lago Chicot. El Servicio Meteorológico de los Estados Unidos describió esto como un "tornado pequeño", con una longitud de trayectoria de 4 a 5 mi (6,4 a 8 km). También indicaron que aproximadamente 45 edificios fueron "demolidos" y que otros 50 edificios resultaron dañados. Tanto el Servicio Meteorológico de los Estados Unidos como Grazulis informaron que el tornado causó tres muertes y dejó 50 heridos. |
| F3 | ENE of Seven Pines to near Coila to SE of Carrollton  | Carroll             | MS     | 18:00        | 13 mi (20,9 km)                          | >0 yd (0 m)                    | 4 muertes – Una docena de casas pequeñas fueron destruidas, con cuatro muertes ocurriendo en tres de las casas destruidas. Casi todos los edificios en la comunidad de Seven Pines fueron completamente destruidos. Grazulis señaló que hubo discrepancias en cuanto a cuándo ocurrió este tornado, lo que significa que este tornado posiblemente fue dos tornados separados. El Servicio Meteorológico de los Estados Unidos solo registró dos muertes para este tornado y señaló que cinco personas resultaron heridas, mientras que Grazulis afirmó que hubo cuatro muertes y diez personas resultaron heridas.                                                          |
| F3 | NW of Indianola to NW of Sunflower to E of Doddsville | Sunflower           | MS     | 18:00        | 20 mi (32,2 km)                          | >0 yd (0 m)                    | 4 muertes – Dos personas murieron en una iglesia que fue destruida al norte de Indianola. El tornado arrasó una vivienda cercana, lo que provocó una tercera muerte. Una cuarta persona murió al noroeste de Sunflower en una casa pequeña. |

## Notes
1. 1 2 3  Todas las clasificaciones en la Escala Fujita fueron realizadas por Thomas P. Grazulis, un experto en tornados, y se clasifican como clasificaciones no oficiales, ya que las clasificaciones oficiales para tornados comenzaron en 1950.